# Chayülwa Shönnu Ö
Chayülwa Shönnu Ö (tib. bya yul ba gzhon nu 'od; geb. 1075; gest. 1138) war ein bedeutender Lehrer der Kadam-Tradition des tibetischen Buddhismus. Er war einer der Lehrer des großen Kagyü-Meisters Gampopa und ist der Gründer des Chayül-Klosters (bya yul dgon pa).
Chayülwa Shönnu Ö war ein direkter Schüler von Chengawa (sPyan snga pa; 1038–1103).